# Juegos Mundiales de 1981
Los Juegos Mundiales de 1981 fueron los primeros Juegos Mundiales y que se llevaron a cabo en Santa Clara, California en los Estados Unidos. Los juegos de deportes contó que no se incluyeron en los Juegos Olímpicos, incluyendo juego de la soga, racquetball, el béisbol y el softbol, patinaje artístico, natación aleta, kárate, polo acuático femenino, bolos y taekwondo.

## Títulos
| Deporte                       | Título | Nota |
| ----------------------------- | ------ | ---- |
| Bádminton                     | 5      |      |
| Béisbol                       | 1      |      |
| Bodyboarding                  | 6      |      |
| Bowling                       | 3      |      |
| Surf casting                  | 11     |      |
| Natación con aletas           | 12     |      |
| Patinaje de Pista             | 4      |      |
| Patinaje Artistico            | 6      |      |
| Karate                        | 9      |      |
| Hockey sobre patines en línea | 1      |      |
| Sóftbol                       | 2      |      |
| Taekwondo                     | 10     |      |
| Trampolín                     | 8      |      |
| Sogatira                      | 2      |      |
| Waterpolo                     | 1      |      |
| Esquí acuático                | 8      |      |
| Total                         | 89     |      |

## Medallero
A continuación se detalla el cuadro de medallas durante la primera Juegos Mundiales, EE. UU. es el campeón sobre todo de esta edición.
| Núm. | País                | Oro | Plata | Bronce | Total |
| ---- | ------------------- | --- | ----- | ------ | ----- |
| 1    | Estados Unidos      | 27  | 26    | 23     | 76    |
| 2    | Corea del Sur       | 9   | 2     | 1      | 13    |
| 3    | Italia              | 7   | 11    | 16     | 34    |
| 4    | Francia             | 7   | 6     | 6      | 19    |
| 5    | Canadá              | 4   | 5     | 6      | 15    |
| 6    | Japón               | 4   | 4     | 5      | 13    |
| 7    | Reino Unido         | 4   | 4     | 3      | 11    |
| 8    | Alemania Occidental | 4   | 1     | 5      | 10    |
| 9    | Noruega             | 4   | 1     | 3      | 8     |
| 10   | China               | 4   | 0     | 0      | 4     |
| 11   | Países Bajos        | 2   | 3     | 4      | 9     |
| 12   | Bélgica             | 2   | 0     | 4      | 6     |
| 13   | Venezuela           | 2   | 0     | 0      | 2     |
| 14   | Australia           | 1   | 4     | 5      | 10    |
| 15   | Suecia              | 1   | 4     | 3      | 8     |
| 16   | Austria             | 1   | 2     | 3      | 6     |
| 17   | Australia           | 1   | 2     | 1      | 4     |
| 18   | Finlandia           | 1   | 2     | 0      | 3     |
| 19   | República de China  | 1   | 1     | 1      | 3     |
| 20   | Nueva Zelanda       | 1   | 0     | 0      | 1     |
|      | Portugal            | 1   | 0     | 0      | 1     |
| 22   | España              | 0   | 3     | 3      | 6     |
| 23   | Argentina           | 0   | 1     | 2      | 3     |
|      | Dinamarca           | 0   | 1     | 2      | 3     |
|      | Costa de Marfil     | 0   | 1     | 2      | 3     |
| 26   | Egipto              | 0   | 1     | 1      | 2     |
| 27   | Tailandia           | 0   | 1     | 0      | 1     |
| 28   | Indonesia           | 0   | 0     | 3      | 3     |
| 29   | México              | 0   | 0     | 2      | 2     |
| 30   | Bahamas             | 0   | 0     | 1      | 1     |
| 30   | India               | 0   | 0     | 1      | 1     |